# Отношения Рожавы и Иракского Курдистана

Рожава Иракский Курдистан

Рожава, являющаяся автономной частью Сирии имеет заметное культурное родство с Иракским Курдистаном, автономным районом Ирака: и там, и там значительную часть населения составляют курды. Однако у этих государственных образований имеется много политических разногласий. Рожава и Иракский Курдистан сотрудничают в военной сфере. В то же время Региональное правительство Курдистана, возглавляемое Демократической партией Курдистана (KDP), является союзником Турции и взаимодействует с ней в целях обеспечения экономической блокады против Рожавы. «Султанская система» Иракского Курдистана контрастирует с демократическим конфедерализмом Рожавы.

## Идеологические различия
Отношения Рожавы с Региональным правительством Курдистана в Ираке осложнены. Доминирующая политическая сила в Рожаве, партия «Демократический союз» (PYD), состоит в Союзе общин Курдистана (KCK). Одна из проблем заключается в том, что правящая партия Иракского Курдистана, Демократическая партия Курдистана, рассматривает себя и союзные курдские партии в других странах как более консервативную и националистическую альтернативу либертарно-социалистической идеологии KCK.
Ещё более, чем KCK в целом, PYD критично относится к любой форме национализма, включая курдский национализм. Из-за этого PYD находится в конфликте с курдскими националистическими взглядами Курдского национального совета (KNC), основанного в Сирийском Курдистане при поддержке KDP.
В 2012 году при посредничестве президента Иракского Курдистана Масуда Барзани был сформирован Высший курдский совет, включающий одинаковое количество представителей PYD и KNC.

## Внешнеполитическая составляющая. Турция и турецко-курдский конфликт
Организации-члены KCK в соседних государствах с автохтонными курдскими меньшинствами либо объявлены вне закона (в Иране и в Турции) или политически маргинальны по сравнению с другими курдскими партиями (в Ираке). Однако Рожава, управляемая PYD, стала моделью для политической повестки дня KCK и их плана в целом.
За пределами Сирии у Рожавы есть немало сочувствующих — например, некоторые курды в Турции. Во время боёв за Кобани многие этнические курдские граждане Турции пересекли границу и участвовали в защите города в качестве добровольцев. По возвращении в Турецкий Курдистан некоторые из них приняли участие в возобновившемся турецко-курдском конфликте, где навыки, приобретенные ими во время боя в Кобани, были использованы в уличных боях в Турции.

## Война с Исламским государством
Рожава и Иракский Курдистан осознали необходимость компромиссов из-за угрозы в лице ИГ. Формирования Пешмерга (вооружённые силы Иракского Курдистана) приняли участие в боях за Кобани и координировали свои действия с YPG во время боёв в Эль-Хасаке. По некоторым данным, обсуждалось даже слияние вооружённых сил сирийских и иракских курдов в новое формирование с единым командованием и другим названием.
Тем не менее, во время конфликта в Сирийском Курдистане сообщалось о стычках между YPG, с одной стороны, и сторонниками Барзани и KNC, с другой.